# Peter Mihálik
Peter Mihálik (15. května 1945 Martin – 24. ledna 1987 Bratislava) byl slovenský filmový teoretik, historik, kritik, estetik, publicista, vědecký a pedagogický pracovník, dramaturg, scenárista a režisér.

## Studium
Peter Mihálik vystudoval žurnalistiku na Filozofické fakultě Univerzity Komenského v Bratislavě. Vyšší stupeň studia si doplnil na Universitě Jana Evangelisty Purkyně v Brně. V roce 1972 napsal rigorózní práci s názvem Vznik slovenskej národnej kinematografie (Vznik slovenské národní kinematografie), která dodnes patří mezi přední tituly napsané výlučně o slovenské kinematografii a v době vzniku patřila mezi první knihy o slovenské národní kinematografii vůbec.
Během studií i po nich působil ve Studiu krátkých filmů (Štúdio krátkych filmov), zejména jako dramaturg, ale i jako scenárista a režisér. Dále pracoval i ve Slovenském filmovém ústavu. Působil i v redakci časopisu Príroda a spoločnosť a Film a divadlo. Od roku 1974 byl pedagogem na Katedře divadelní a filmové vědy na VŠMU v Bratislavě a externě přednášel i na Filozofické fakultě Univerzity Komenského. Kromě toho byl lektorem Ústředí Slovenského filmu. Objektem jeho zájmu byla především krátkometrážní tvorba.

## Filmová tvorba a dramaturgie
Peter Mihálik i díky svému působení ve Studiu krátkých filmů byl v kontaktu s mladými a úspěšnými slovenskými tvůrci. Mnoho z nich se řadí do slovenské nové vlny. V roce 1968 patřil mezi skupinu tvůrců (mezi nimi například Lubor Dohnal, Juraj Jakubisko, Dušan Hanák, Elo Havetta, Igor Luther, Karel Slach, Ján Šuda, Rudolf Hassmann), kteří formulovali svůj program a hodnoty odlišné od předchozí generace. První generace oslavovala Slnko v sieti od Štefana Uhra, druhá, i samotný Peter Mihálik, se hlásila k Jakubiskově filmu Kristove roky a Jakubiskově generaci, ve které viděl posun k modernímu filmovému výrazu.
Peter Mihálik byl výrazná osobnost slovenské kinematografie i kvůli svému všestrannému zaměření. Jako dramaturg, scenárista a spoluautor se podílel na několika významných slovenských hraných i dokumentárních filmech. Byl dramaturgem patnácti filmů, spoluautorem dvou filmů vyrobených ve Studiu krátkých filmů a samostatně režíroval dokument pro televizi Pomaly miznúci svet (Pomalu mizející svět, 1968) a krátký experimentální film Lilli Marlen (1970). Snímkem Tryzna (1969) o pohřbu Jana Palacha ve spolupráci s Vladem Kubenkou a Dušanem Trančíkem, si vysloužil nevoli politické moci. Nebyl to však jediná snímek vykazující jistou známku formálního vzdoru, specifického vztahu k realitě a hledání nových prostředků filmové řeči. Jeho rukama prošly formální progresivní i kontroverzní filmy buď čerstvých absolventů nebo ještě studentů pražské FAMU Dušana Trančíka Fotografovanie obyvateľov domu (1968) a Šibenica (1969), tituly Júlia Matuly Moja teta Vincencia (1969) a Som prekliaty fotograf (1969), snímek Ivana Húšťavy Rom (1969), či film Karla Slacha Interview v metelici (1969). Tento fakt Mihálika paradoxně posunul k výchově mladých filmařů na Vysoké škole múzických umění v Bratislavě, kde začal působit.
Na půl roku, od července do prosince 1969 Mihálik získal funkci vedoucího dramaturga krátkých a středometrážní filmů a filmů pro Televizní filmovou tvorbu v Slovenské televizi. Později byl přeřazen zpět do funkce „pouhého“ dramaturga a v roce 1970 byl přeřazen na ještě nižší pozici, s čímž souviselo snížení platu a zákaz režírování filmů na jeden rok. Navíc byl zbaven členství v dramaturgické komisi. Ve stejném roce byl přeřazen z funkce dramaturga ve Studiu krátkých filmů do Slovenského filmového ústavu jako samostatný propagační a reklamní referent. Nedůvěra ze strany studia vůči jeho osobě, neochota spolupráce, podceňování mladého autora i nelehké postavení Mihálika na vynuceném pracovišti vyústily do mimořádně napjatých vztahů s vedením studia.

### Filmografie
- Dukát z rozprávky (dramaturgie, režie Eugen Šinko, 1968)
- Fotografovanie obyvateľov domu (dramaturgie, režie Dušan Trančík, 1968)
- Spoveď (dramaturgie, r. Pavol Sýkora, 1968)
- Žehra (dramaturgie, r. Vlado Kubenko, 1968)
- ABCD (dramaturgie, r. Pavol Sýkora, 1969)
- Cannes 68-69 (dramaturgie, r. Jovan Kubíček, 1969)
- Malý gazda (dramaturgie, r. Pavl Sýkora, 1969)
- Moja teta Vincencia (dramaturgie, r. Július Matula, 1969)
- Nevera (dramaturgie, r. Pavol Sýkora, 1969)
- Rom (dramaturgie, r. Ivan Húšťava, 1969)
- Som prekliaty fotograf (dramaturgie, r. Július Matula, 1969)
- Šibenica (dramaturgie, r. Dušan Trančík, 1969)
- Interview V metelici (dramaturgie, r. Karel Slach, 1969)
- Návraty za šťastím (dramaturgie, r. Vlado Kubenko, 1969)
- Robotník X (dramaturgie, r. Dušan Trančík, 1970)

- Pomaly miznúci svet (námět, scénář, režie: Peter Mihálik, 1968) – dokument o posledních památkách oravské dřevěné architektury
- Prerušené ticho (námět, scénář: Peter Mihálik a Andrej Kristín, režie Andrej Kristín, 1969) – dokument o životě lidí v okolí Oravské přehrady
- Tryzna (námět, scénář, režie: Peter Mihálik a Vlado Kubenko, Dušan Trančík, 1969) – dokument o pohřbu Jana Palacha
- Lilli Marlen (námět: Peter Mihálik a Dušan Hanák, scénář a režie: Peter Mihálik, 1970) – střihový experimentální film

## Publicistika

### Začátky
V roce 1963, tedy hned po ukončení studia, se začínající autor poprvé pokusil o kritickou úvahu v časopise Film a divadlo. Redakce časopisu článek odmítla s odůvodněním, že si vybral téma, které je složité a těžké i pro zkušené publicisty. Ve stejném a následujícím roce se Mihálik snažil dostat na Stavební školu v Žilině, Elektrotechnickou fakultu SVŠT v Bratislavě i na studia Filmové a televizní vědy na Akademii múzických umění v Praze. Ani na jednu z vybraných škol nebyl přijat. V roce 1964 byl přijat na Katedru žurnalistiky Filozofické fakulty Univerzity Komenského v Bratislavě. Stal se členem a dramaturgem bratislavského filmového klubu. Od roku 1964 začal pravidelně přispívat do slovenských i českých periodik Ľud, Smena, Kultúrny život, Film a divadlo, Mladá tvorba.
Dalším neúspěšným pokusem byla i Mihaliková snaha publikovat v připravovaném čtrnáctideníku Svazu československých filmových a televizních umělců Filmové a televizní noviny. Odpověď redakce byla taková, že jeho článek zařadí do následujícího čísla. Později Mihálikovi oznámili, že nedostali vydavatelské povolení, ale jeho dva články, které jim již poslal, honorovány budou. V červenci 1967 vydávání novin pokračovalo a Mihálik v nich začal pracovat na poloviční úvazek.
O rok později získal Peter Mihálik od Slovenského literárního fondu stipendium a absolvoval měsíční studijní pobyt v redakci Filmových a televizních novin. Jeho spolupráce s redakcí se však zdramatizovala, a tak na jaře roku 1968 šéfredaktor s Mihálikem rozvázal částečný úvazek s odůvodněním, že se jejich spolupráce nevyvíjela tak, jak si představovali a Mihálikova iniciativa nebyla dostatečná. O několik měsíců na to mu šéfredaktor poslal omluvnou zprávu o zbrklém řízení a navrhoval mu další možnou spolupráci. V letech 1968–1969 byla jeho publicistická činnost utlumena a Mihálik se zaměřil na filmovou dramaturgii.

### 70. léta 20. století
V průběhu 70. let bylo v SFÚ zrušeno oddělení výzkumu dějin kinematografie. Proto Mihálik podal výpověď a nastoupil do redakce časopisu Príroda a spoločnosť. O rok později odešel na místo interního aspiranta pro obor Teorie a dějiny filmu na Filozofické fakultě v Brně. Ze zachovaných materiálů lze usuzovat, že Mihálik jako nestraník, spoluautor ideologicky neschvalovaných filmů a pocházející z rodiny soukromníka, který Benešovými dekrety přišel o celý majetek, každé dva roky procházel komplexními hodnoceními. Z toho vyplývá, že podléhal státně-bezpečnostní ostražitosti (zamítnutí žádostí o přijetí ke studiu vysoké školy). Během 70. let se z externího pracovníka vypracoval až na vedoucího Katedry divadelní a filmové vědy VŠMU.
Peter Mihálik se podepsal pod několik významných filmografických děl. O slovenské kinematografii začal psát nejdříve historicky. V roce 1975 vydal SFÚ jeho úvahy o metodologii a výzkumu filmového díla s názvem Filmové dielo ako systém (Filmové dílo jako systém). Dalším významným mezníkem v jeho publicistické činnosti bylo vydání překladu díla Jurije M. Lotmana Sémiotika filmu a problémy filmové estetiky (Семиотика кино и проблемы киноэстетики, 1975). Kniha vyšla i v druhém vydání na VŠMU v Bratislavě. Pro Dům ČSSP v Bratislavě napsal profil Prehliadka tvorby režiséra M. Romma (1976). Spoluautorsky se podílel i na části FILM encyklopedického díla Slovensko IV. díl - Kultura I.část . Ve své kandidátské práci Vznik slovenské národní kinematografie (1972), kterou napsal na Univerzitě J. E. Purkyně v Brně, sepsal všechny své výzkumy z oblasti dějin slovenské kinematografie. Aktivní filmový vědec také publikoval i v katalogu SFÚ - Film na Slovensku do roku 1945 (1974).

### 80. léta 20. století
Kvůli nátlaku ze strany vedení VŠMU od roku 1983 začal Peter Mihálik navštěvovat Večerní univerzitu marxismu-leninismu. Jedním z důvodů mohlo být i schválení plánovaného pětiměsíčního pracovního pobytu v Centro Sperimentale di Cinematografia v Itálii a následného dvouměsíčního pobytu v Londýně.
V roce 1980 sestavil první, později i druhou (vyšla pod názvem Sovietska filmová teória dvadsiatych rokov) Antologii filmové teorie. V roce 1985 vyšla jeho kniha Kapitoly z filmovej teórie, které patří mezi první knihy od slovenského autora zaměřené na teorii filmu. Dále napsal úvahy do knih Film, réžia, herec Vsevoloda Pudovkina, Berte len môj život (Marlene Dietrich), Do posledního dechu (Luis Buñuel). Stihl napsat kolem 900 stran rukopisu do nového vydání Malé encyklopedie filmu, jejíž první vydání vyšlo v roce 1974. Také byl jejím spoluautorem. Napsal desítky hesel do připravované Encyklopedie dramatických umění.
Pro Osvětový ústav Bratislava napsal několik brožur s názvem Kapitoly z dejín dokumentárneho filmu (1982) a také Réžia a dramaturgia v amatérskom filme (1984). Jako člen komise pro teorii a kritiku ZSDU připravoval úvodní vstupy do tvůrčích diskusí o nové slovenské tvorbě. Byl členem poroty na Mezinárodním filmovém festivalu v Karlových Varech. Aktivně se podílel na seminářích SFÚ (naposledy Kino a Slovensko). Byl lektorem Ústředí slovenského filmu. Zajímal se především o krátkometrážní tvorbu a dva dny před smrtí vystoupil na hodnotícím aktivu, kde podrobil analýze slovenský dokumentární film roku 1986. Rovněž byl předsedou federálního Klubu filmových novinářů ČSZN a předsedou slovenského KFN SZN.
Všechny tyto pracovní a mimopracovní tlaky pravděpodobně přispěly k tomu, že Peter Mihálik ve věku 41 let zemřel. Nekončící omezující opatření a vynucené ústupky ale nedokázaly popřít Mihálikův potenciál v každé tvůrčí činnosti, které se věnoval. Publicistické, dramaturgické, režijní, ani historicko-teoretické.

### Publikace
- Vznik slovenskej národnej kinematografie (1972)
- Filmové dielo ako systém (1974)
- Úvahy o metodológii výskumu filmového diela (1974)
- Film na Slovensku do roku 1945 (1974)
- Semiotika filmu a problémy filmovej estetiky (1975)
- Prehliadka tvorby režiséra M. Romma (1976)
- FILM encyklopedického diela Slovensko IV.. diel – Kultúra I. časť
- Antológie filmovej teórie (1980)
- Kapitoly z filmovej teórie (1983)
- Film, scenár, réžia, herec (Vsevolod Pudovkin); Berte len môj život (Marlene Dietrich); Do posledného dychu (Luis Buñuel); a jiné.
- Kapitoly z dejín dokumentárneho filmu (1982)
- Réžia a dramaturgia (1984)

## Přínos
70. léta představují pro Petera Mihálika nový začátek v jeho publicistické kariéře. Jediným časopisem, ve kterém za uplynulé roky publikoval pod pseudonymem Ján Dubeň byla Pravda. Ve Slovenském filmovém ústavu ve funkci samostatného kulturně-politického a propagačního referenta Peter Mihálik pracoval do roku 1972. Seznam jeho činností v rámci jeho pozice je mimořádně rozsáhlý. Dramaturgicky a lektorsky se podílel na programu filmových klubů a klubových seminářů. Účastnil se zasedání dramaturgické komise filmových klubů, poskytoval redakční rady klubovému bulletinu, zkompletoval kompletní produkci „Školfilmu“, pracoval na identifikaci a seřazeni materiálů archivu SFÚ, v oblasti slovenského filmu navázal spolupráci s Maticí slovenskou, vytvořil „Katalog slovenských a na Slovensku natočených filmů do roku 1945“, rozšířil teze historie slovenské kinematografie do téhož roku, vedl výzkum materiálů o slovenské kinematografii v pražském a budapešťském filmovém archivu, organizoval výzkumné sondy po slovenských městech a v oboru filmu pracoval i jako externí pedagog na VŠMU.
I přes několik zamítnutých textů, redakční doporučení a korekce Mihálikových rukopisů, vyšlo několik stovek jeho článků a recenzí, které jen dokazují četnost i úspěšnost publikování tohoto autora na poli slovenské filmové publicistiky. Profesionální dráha Petra Mihálika se vyvíjela od profese publicisty, dramaturga, později vedoucího dramaturga krátkých a středometrážních hraných filmů ve Slovenské televizi, přes pedagogicko-lektorskou činnost, překladatelství, teorii, až po historiografii. V jeho tvorbě můžeme najít i životopisy, prohlášení, žádosti, zamítnutí, odvolání, odborné posudky, pracovní a nakladatelské smlouvy, cestovní dotazníky a zprávy.
Peter Mihálik se zabýval filmovými teoriemi, a současně se snažil zformulovat jejich terminologické základy, které ve slovenštině dosud nebyly rozpracovány. O jeho výzkumy se opírá několik generací filmařů. Vedle těchto činností a pedagogického působení na VŠMU také publikoval desítky článků, recenzí, kritik, úvah a poznámek s filmovou problematikou v novinách a časopisech jako Pravda, Nové slovo, Film a divadlo, Televízia. Peter Mihálik byl teoretik vycházející z tradice prvních filmově-teoretických prací ruské formální školy i ze soudobých filmových teorií. Zajímal se zejména o semiologii. Navazoval na teoretické reflexe světově uznávaných filmových vědců, např. Christiana Metze, Jurije Lotmana či Alicjy Helmanové. Snažil se zavést teoretickou terminologii do filmové problematiky.